# امپراتور گومیزونو
امپراتور گومیزونو (به ژاپنی: 後水尾天皇 Emperor Go-Mizunoo)؛ زاده ۲۹ ژوئن ۱۵۹۶ درگذشته ۱۱ سپتامبر ۱۶۸۰) یک امپراتور در زمان شوگون‌سالاری توکوگاوا بود.
در سال ۱۶۲۳، امپراتور توکوگاوا ایه‌میتسو، پسر توکوگاوا هیده‌تادا را به عنوان یک شوگون به رسمیت شناخت و بعداً از قلعه نیجو بازدید کرد.
حادثه ردای بنفش در سال ۱۶۲۷ رخ داد، زمانی که امپراتور متهم شد که علیرغم فرمان شوگون که اهدای آن را توسط امپراتور به مدت دو سال ممنوع کرده بود، به بیش از ده راهب لباس ارغوانی افتخاری بخشیده است. رویه ای که احتمالاً برای شکستن پیوند بین امپراتور و محافل مذهبی ایجاد شده بود.
دولت شوگون مداخله کرد و اعطای لباس‌ها را باطل کرد. کاهنانی که توسط امپراتور مورد احترام قرار گرفته بودند توسط باکوفو به تبعید فرستاده شدند. امپراتور گومیزونو در همان روزی که کاهنان «حادثه لباس بنفش» به تبعید رفتند، تاج و تخت را به دخترش اوکیکو انصراف داد و اوکیکو امپراتریس میشو (۲۲ دسامبر ۱۶۲۹ – ۱۴ نوامبر ۱۶۴۳) شد. گو-میزونو در بقیه عمر طولانی خود بر روی پروژه‌ها و علایق زیبایی شناختی مختلف تمرکز کرد که شاید شناخته شده‌ترین آنها باغ‌های باشکوه ژاپنی ویلای امپراتوری شوگاکو-این باشد.